# Conor Jackson
Conor Sims Jackson (Austin, 7 maggio 1982) è un ex giocatore di baseball statunitense.
Nel 2005 ha preso parte all'All-Star Futures Game.

## Carriera

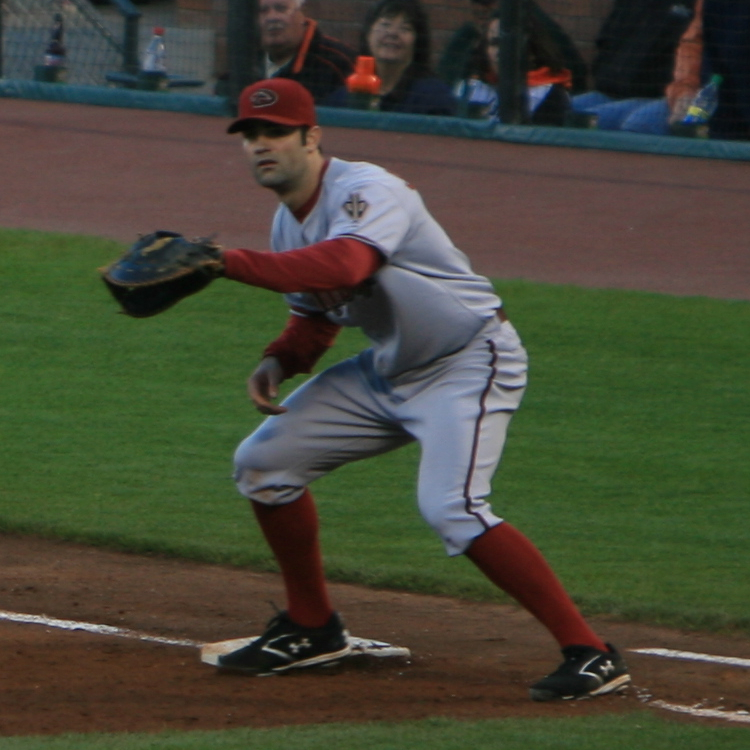
Jackson con i D-Backs nel 2008

Proveniente dall'El Camino Real High School di Woodland Hills in California, Conor successivamente ha frequentato l'Università della California - Berkeley. Nel 2003 fu selezionato con la 19ª scelta assoluta nel draft della Major League Baseball (MLB) dagli Arizona Diamondbacks.
Ha esordito in MLB nelle file dei Diamondbacks nel 2005, dove dal 2006 al 2008 ha giocato le migliori stagioni della sua carriera. In ognuna di queste stagioni finì in doppia cifra nei fuoricampo, ottenendo nel 2008 anche l'11º posto nella National League (NL) nei tripli con 6. Sempre nel 2008 ottenne la miglior prestazione stagionale in carriera per valide (162), doppi (31) e punti segnati (87).
Successivamente ha giocato senza avere particolare successo con gli Oakland Athletics e i Boston Red Sox.